# Madách Imre út
Madách Imre út est une rue de Budapest, située dans le quartier d'Erzsébetváros (7e arrondissement).